# 猪去詮義
猪去 詮義（いさり あきよし）は、戦国時代の武士。

## 略歴
猪去氏は清和源氏の一流河内源氏の流れを汲む足利氏の一門・高水寺斯波氏の庶流。
父・斯波詮高が南部氏より雫石村を奪取すると、父により次兄・雫石詮貞が雫石城主に、詮義が猪去（現在の盛岡市）に居館を構えた。足利将軍家（御所）と祖を同じくする足利氏の一門であることから、内外より猪去御所と尊称された。
子は義方（猪去久道の父）。